# Seriocarpa benthedi
Seriocarpa benthedi är en sjöpungsart som beskrevs av Monniot 1985. Seriocarpa benthedi ingår i släktet Seriocarpa och familjen Styelidae.
Artens utbredningsområde är Indiska oceanen. Inga underarter finns listade i Catalogue of Life.